# Park Sun-jae
Park Sun-jae (hangul= 박 선 재), es un actor y modelo surcoreano.

## Carrera
El 19 de julio del 2018 se unió al elenco principal de la serie Just One Bite (한입만) donde interpretó a Ha Tae-sung, el hermano menor de Ha Eun-sung (Kim Ji-in) y el interés romántico de Hee Sook (Jo Hye-joo), hasta el final de la serie el 11 de agosto del mismo año.
En febrero del 2019 se unió al elenco recurrente de la serie It's Okay To Be Sensitive 2 donde dio vida a Yeong Shik. 
Ese mismo mes se unió al elenco recurrente de la serie Loss Time Life (también conocida como "Loss Time Life: The Last Chance").
El 9 de marzo del mismo año volvió a dar vida a Tae-sun durante la segunda temporada de la serie Just One Bite 2, hasta el final de la serie el 6 de abril del 2019.

## Filmografía

### Series de televisión
| Año  | Título                      | Personaje   | Notas                      |
| ---- | --------------------------- | ----------- | -------------------------- |
| 2019 | Just One Bite 2             | Ha Tae-sung | 10 episodios - (serie web) |
| 2019 | Loss Time Life              | -           |                            |
| 2019 | It's Okay To Be Sensitive 2 | Yeong Shik  | (serie web)                |
| 2018 | Just One Bite               | Ha Tae-sung | 8 episodios - (serie web)  |